# Villegailhenc
Villegailhenc  (occitan: Vilagalhenc) est une commune française, située dans le nord du département de l'Aude en région Occitanie.
Sur le plan historique et culturel, la commune fait partie du Carcassès, un pays centré sur la ville de Carcassonne, entre les prémices du Massif central et les contreforts pyrénéens. Exposée à un climat méditerranéen, elle est drainée par le ruisseau de Trapel et par un autre cours d'eau. La commune possède un patrimoine naturel remarquable composé d'une zone naturelle d'intérêt écologique, faunistique et floristique.
Villegailhenc est une commune urbaine qui compte 1 687 habitants en 2022, après avoir connu une forte hausse de la population depuis 1975. Elle appartient à l'unité urbaine de Villemoustaussou et fait partie de l'aire d'attraction de Carcassonne. Ses habitants sont appelés les Villegailhencois ou  Villegailhencoises.
Le patrimoine architectural de la commune comprend un immeuble protégé au titre des monuments historiques : l'église Notre-Dame, inscrite en 1951.

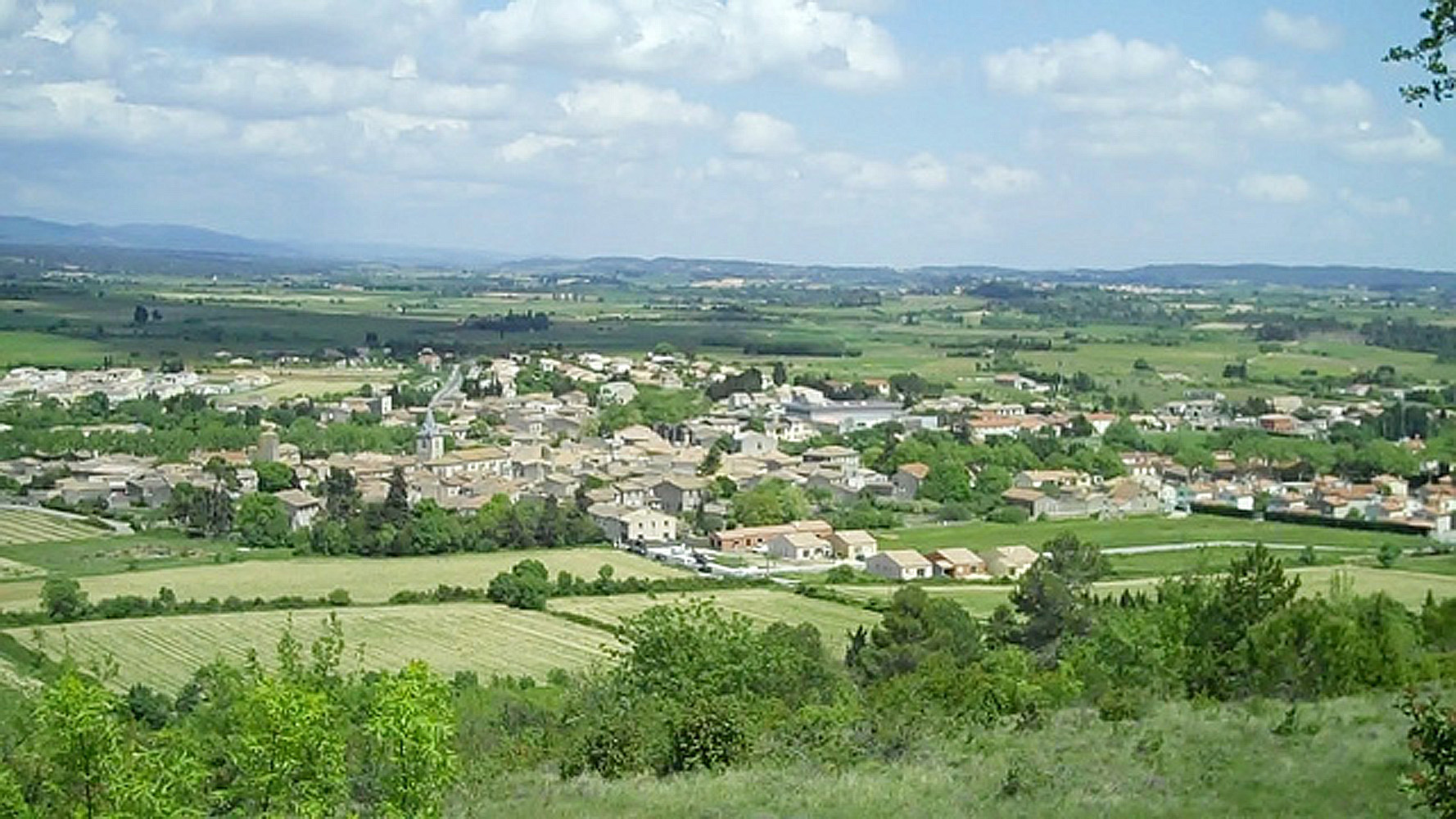
Vue générale de Villegailhenc et son vignoble.

## Géographie
Commune située dans l'aire urbaine de Carcassonne sur le Trapel et la Méridienne verte. Le village est situé à 8 km de Carcassonne sur les contreforts de la Montagne Noire. Elle fait partie de Unité urbaine de Villemoustaussou et de son bassin de vie.

### Communes limitrophes
Villegailhenc est limitrophe de cinq autres communes.
Les communes limitrophes sont  Aragon, Conques-sur-Orbiel, Pennautier et Villemoustaussou.
| Aragon     |               | Conques-sur-Orbiel |
|            | Villegailhenc |                    |
| Pennautier |               | Villemoustaussou   |

### Géologie et relief
La superficie de la commune est de 478 hectares ; son altitude varie de 109  à   203 mètres.

### Voies de communication et transports
Accès avec la route nationale 620 et les transports en commun de Carcassonne.

### Hydrographie
La commune est dans la région hydrographique « Côtiers méditerranéens », au sein du bassin hydrographique Rhône-Méditerranée-Corse. Elle est drainée par le ruisseau de Trapel et le ruisseau de Merdeau, qui constituent un réseau hydrographique de 6 km de longueur totale,.
Le Trapel, d'une longueur totale de 17,4 km, prend sa source dans la commune de Fraisse-Cabardès et s'écoule vers le sud-est. Il traverse la commune et se jette dans l'Aude à Villedubert, après avoir traversé 5 communes.

### Climat
Pour des articles plus généraux, voir Climat de l'Occitanie et Climat de l'Aude.
En 2010, le climat de la commune est de type climat méditerranéen franc, selon une étude s'appuyant sur une série de données couvrant la période 1971-2000. En 2020, Météo-France publie une typologie des climats de la France métropolitaine dans laquelle la commune est exposée à un climat océanique altéré et est dans la région climatique Provence, Languedoc-Roussillon, caractérisée par une pluviométrie faible en été, un très bon ensoleillement (2 600 h/an), un été chaud (21,5 °C), un air très sec en été, sec en toutes saisons, des vents forts (fréquence de 40 à 50 % de vents > 5 m/s) et peu de brouillards.
Pour la période 1971-2000, la température annuelle moyenne est de 13,7 °C, avec une amplitude thermique annuelle de 15,6 °C. Le cumul annuel moyen de précipitations est de 695 mm, avec 9 jours de précipitations en janvier et 4,6 jours en juillet. Pour la période 1991-2020, la température moyenne annuelle observée sur la station météorologique la plus proche, située sur la commune de Carcassonne à 6 km à vol d'oiseau, est de 14,4 °C et le cumul annuel moyen de précipitations est de 665,0 mm,. Pour l'avenir, les paramètres climatiques de la commune estimés pour 2050 selon différents scénarios d’émission de gaz à effet de serre sont consultables sur un site dédié publié par Météo-France en novembre 2022.

### Milieux naturels et biodiversité

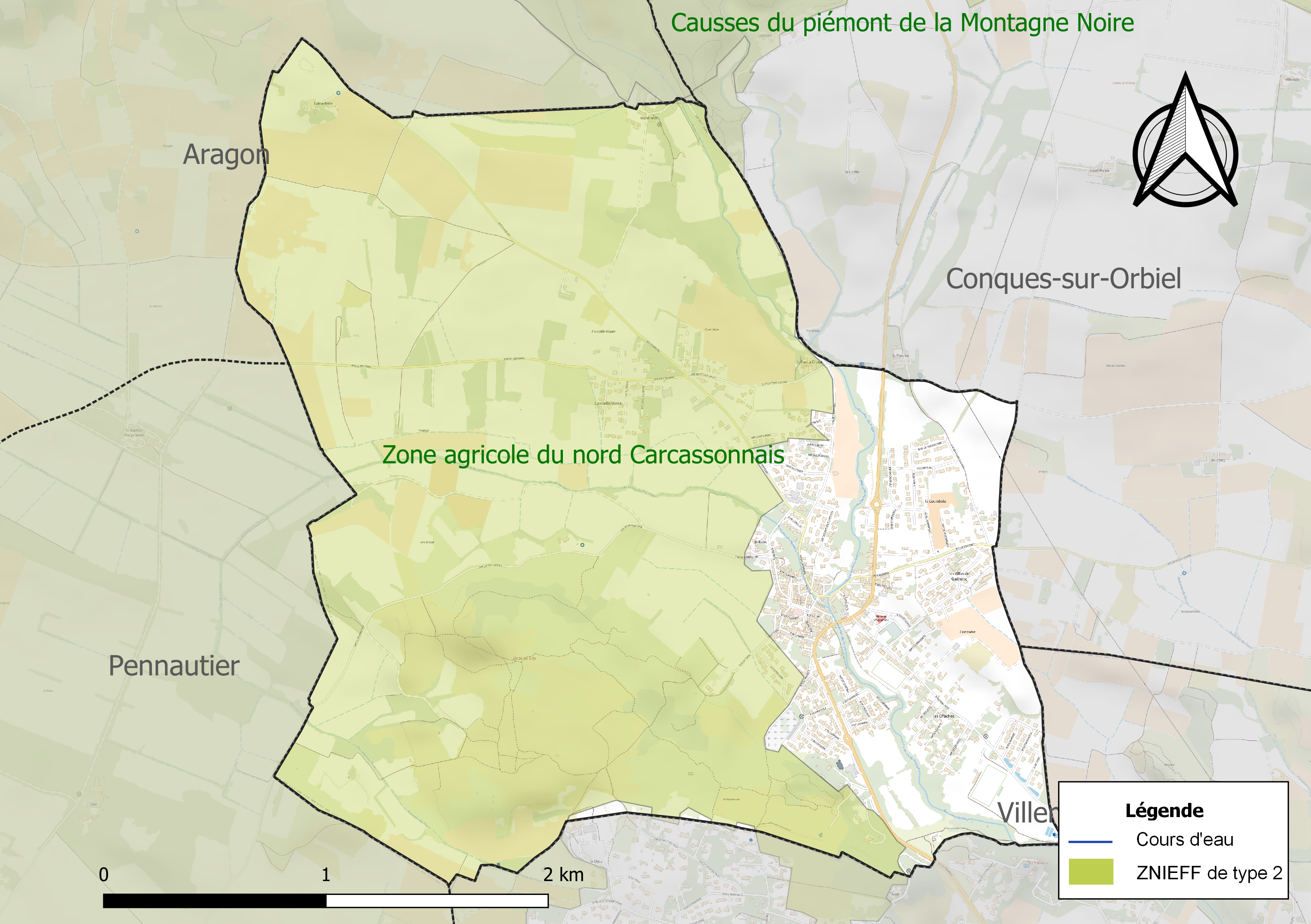
Carte de la ZNIEFF de type 2 localisée sur la commune.

L’inventaire des zones naturelles d'intérêt écologique, faunistique et floristique (ZNIEFF) a pour objectif de réaliser une couverture des zones les plus intéressantes sur le plan écologique, essentiellement dans la perspective d’améliorer la connaissance du patrimoine naturel national et de fournir aux différents décideurs un outil d’aide à la prise en compte de l’environnement dans l’aménagement du territoire.
Une ZNIEFF de type 2 est recensée sur la commune :
la « zone agricole du nord Carcassonnais » (2 661 ha), couvrant 5 communes du département.

## Urbanisme

### Typologie
Au 1er janvier 2024, Villegailhenc est catégorisée ceinture urbaine, selon la nouvelle grille communale de densité à 7 niveaux définie par l'Insee en 2022.
Elle appartient à l'unité urbaine de Villemoustaussou, une agglomération intra-départementale dont elle est une commune de la banlieue,. Par ailleurs la commune fait partie de l'aire d'attraction de Carcassonne, dont elle est une commune de la couronne,. Cette aire, qui regroupe 115 communes, est catégorisée dans les aires de 50 000 à moins de 200 000 habitants,.

### Occupation des sols
L'occupation des sols de la commune, telle qu'elle ressort de la base de données européenne d’occupation biophysique des sols Corine Land Cover (CLC), est marquée par l'importance des territoires agricoles (64,4 % en 2018), en diminution par rapport à 1990 (67,1 %). La répartition détaillée en 2018 est la suivante : 
cultures permanentes (55,6 %), milieux à végétation arbustive et/ou herbacée (17,9 %), zones urbanisées (17,8 %), prairies (6,1 %), terres arables (2,6 %). L'évolution de l’occupation des sols de la commune et de ses infrastructures peut être observée sur les différentes représentations cartographiques du territoire : la carte de Cassini (XVIIIe siècle), la carte d'état-major (1820-1866) et les cartes ou photos aériennes de l'IGN pour la période actuelle (1950 à aujourd'hui).

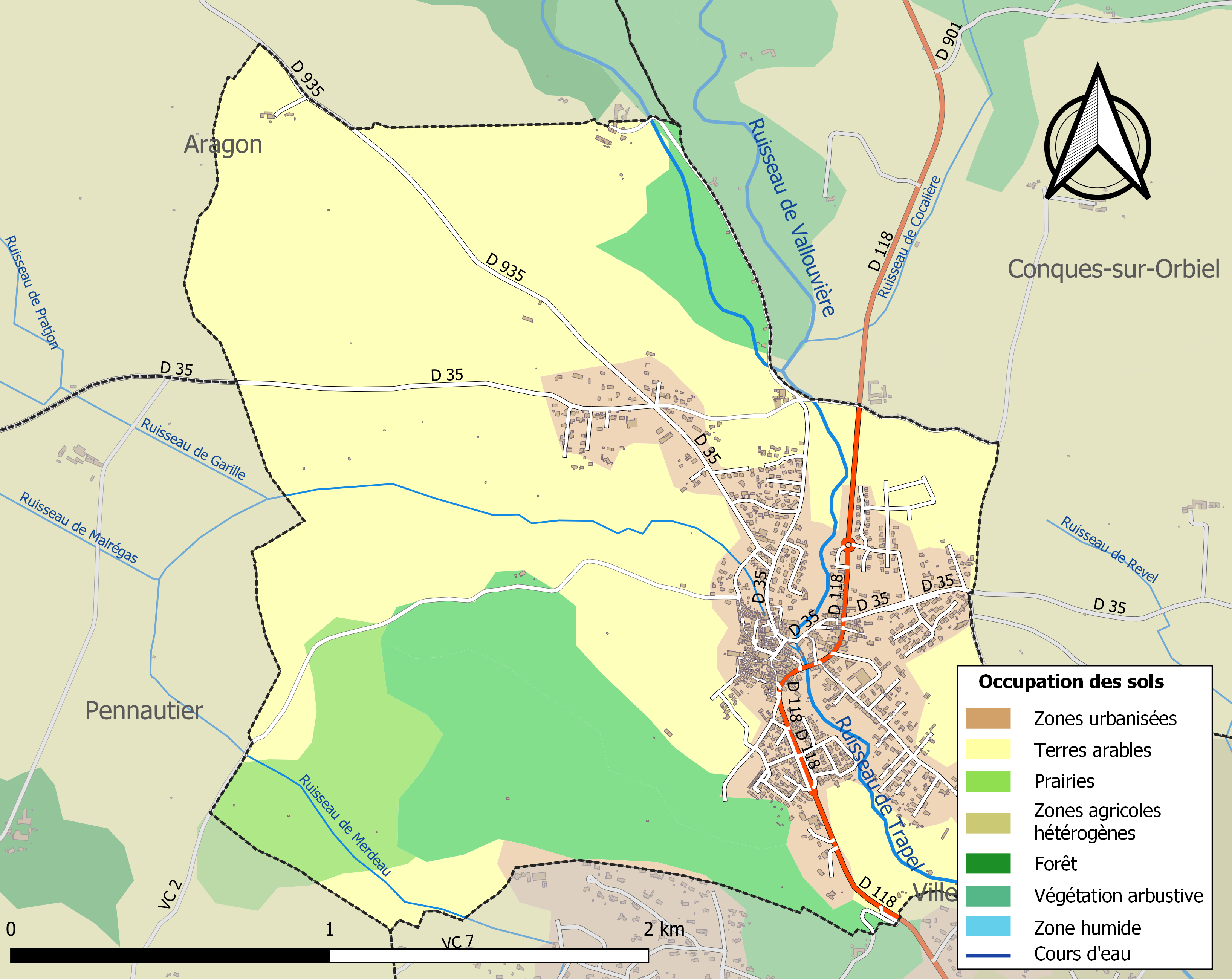
Carte des infrastructures et de l'occupation des sols de la commune en 2018 (CLC).

### Risques majeurs
Le territoire de la commune de Villegailhenc est vulnérable à différents aléas naturels : météorologiques (tempête, orage, neige, grand froid, canicule ou sécheresse), inondations, feux de forêts et séisme (sismicité très faible). Il est également exposé à un risque technologique, le transport de matières dangereuses. Un site publié par le BRGM permet d'évaluer simplement et rapidement les risques d'un bien localisé soit par son adresse soit par le numéro de sa parcelle.

#### Risques naturels
Certaines parties du territoire communal sont susceptibles d’être affectées par le risque d’inondation par débordement de cours d'eau, notamment le ruisseau de Glandes. La commune a été reconnue en état de catastrophe naturelle au titre des dommages causés par les inondations et coulées de boue survenues en 1982, 1992, 1999, 2005, 2009, 2011 et 2018,.

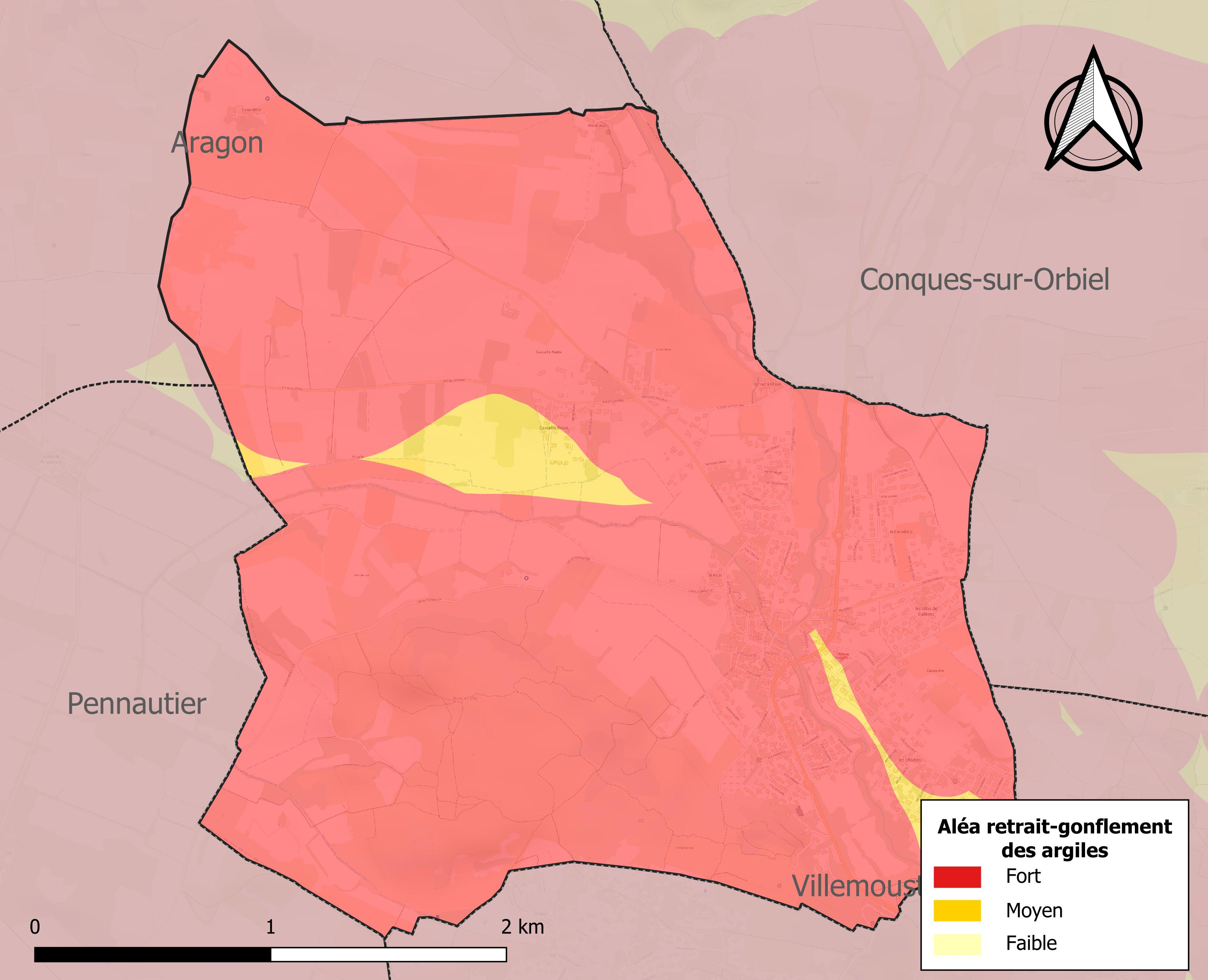
Carte des zones d'aléa retrait-gonflement des sols argileux de Villegailhenc.

Le retrait-gonflement des sols argileux est susceptible d'engendrer des dommages importants aux bâtiments en cas d’alternance de périodes de sécheresse et de pluie. La totalité de la commune est en aléa moyen ou fort (75,2 % au niveau départemental et 48,5 % au niveau national). Sur les 815 bâtiments dénombrés sur la commune en 2019, 815 sont en aléa moyen ou fort, soit 100 %, à comparer aux 94 % au niveau départemental et 54 % au niveau national. Une cartographie de l'exposition du territoire national au retrait gonflement des sols argileux est disponible sur le site du BRGM,.

#### Risques technologiques
Le risque de transport de matières dangereuses sur la commune est lié à sa traversée par une route à fort trafic. Un accident se produisant sur une telle infrastructure est en effet susceptible d’avoir des effets graves au bâti ou aux personnes jusqu’à 350 m, selon la nature du matériau transporté. Des dispositions d’urbanisme peuvent être préconisées en conséquence.

## Toponymie
Le nom de ce lieu "Villa Galiéni" atteste une origine romaine.

## Histoire
Ce village aurait été à l'origine une Villa "maison de campagne" fondée par le général romain Galien vers l'an 70 de notre ère.
En effet, la découverte d'amphores lors de l'adduction d'eau nous incite à croire à ces lointaines origines.
Des fortifications sont ainsi apparues autour de la vieille église "Notre-Dame" du XIe siècle. Celle-ci a notamment servi de refuge en 1589 lors du siège des troupes du duc de joyeuses et des habitants de Villegailhenc par le vicomte de Mirepoix.
Par ailleurs, la terre de Villegailhenc a toujours appartenu au Roi et de ce fait n'a jamais eu de seigneur propre, mais seulement des seigneurs dit "engagistes" qui affermaient la terre.
Un château fut également bâti sur la rive gauche du Trapel. Il s'agit d'une bâtisse rectangulaire flanquée de deux petites tourelles d'angle du côté oriental. La famille Dumas de Gardie en est propriétaire jusqu'en 1741, où il sera racheté par le seigneur de Pennautier.

## Politique et administration

### Administration municipale
Le nombre d'habitants au recensement de 2011 étant compris entre 1 500 habitants et 2 499 habitants, le nombre de membres du conseil municipal pour l'élection de 2014 est de dix neuf,.

### Rattachements administratifs et électoraux
Commune faisant partie de l'arrondissement de Carcassonne de Carcassonne Agglo et du canton de la Vallée de l'Orbiel (avant le redécoupage départemental de 2014, Villegailhenc faisait partie de l'ex-canton de Conques-sur-Orbiel).

### Liste des maires
| Période                                  | Période  | Identité                | Étiquette   | Qualité                                                    |
| ---------------------------------------- | -------- | ----------------------- | ----------- | ---------------------------------------------------------- |
| 1790                                     | 1791     | Guillaume de Cardaillac |             |                                                            |
| 1791                                     | 1793     | Jean Verdale            |             |                                                            |
| 1991                                     | 2001     | Joseph Marty            |             |                                                            |
| mars 2001                                | en cours | Michel Proust           | PS puis DVG | retraité de la Poste - vice-président de Carcassonne-Agglo |
| Les données manquantes sont à compléter. |          |                         |             |                                                            |

## Population et société

### Démographie
L'évolution du nombre d'habitants est connue à travers les recensements de la population effectués dans la commune depuis 1793. Pour les communes de moins de 10 000 habitants, une enquête de recensement portant sur toute la population est réalisée tous les cinq ans, les populations de référence des années intermédiaires étant quant à elles estimées par interpolation ou extrapolation. Pour la commune, le premier recensement exhaustif entrant dans le cadre du nouveau dispositif a été réalisé en 2004.

En 2022, la commune comptait 1 687 habitants, en évolution de −0,47 % par rapport à 2016 (Aude : +2,65 %, France hors Mayotte : +2,11 %).
| 1793  | 1800 | 1806 | 1821 | 1831 | 1836 | 1841 | 1846 | 1851 |
| ----- | ---- | ---- | ---- | ---- | ---- | ---- | ---- | ---- |
| 1 005 | 905  | 904  | 905  | 871  | 878  | 820  | 824  | 834  |

| 1856 | 1861 | 1866 | 1872 | 1876 | 1881 | 1886 | 1891 | 1896 |
| ---- | ---- | ---- | ---- | ---- | ---- | ---- | ---- | ---- |
| 798  | 791  | 792  | 817  | 916  | 988  | 955  | 875  | 791  |

| 1901 | 1906 | 1911 | 1921 | 1926 | 1931 | 1936 | 1946 | 1954 |
| ---- | ---- | ---- | ---- | ---- | ---- | ---- | ---- | ---- |
| 750  | 709  | 625  | 663  | 656  | 695  | 698  | 641  | 687  |

| 1962 | 1968 | 1975  | 1982  | 1990  | 1999  | 2004  | 2006  | 2009  |
| ---- | ---- | ----- | ----- | ----- | ----- | ----- | ----- | ----- |
| 687  | 951  | 1 018 | 1 275 | 1 337 | 1 326 | 1 483 | 1 629 | 1 624 |

| 2014  | 2019  | 2022  | - | - | - | - | - | - |
| ----- | ----- | ----- | - | - | - | - | - | - |
| 1 650 | 1 684 | 1 687 | - | - | - | - | - | - |

### Enseignement
Villegailhenc dispose d'une école élémentaire et d'une école maternelle.

### Manifestations culturelles et festivités
COMITE DES FETES. Président : M. SICART Benoit. S'occupe essentiellement de la fête du village de l'été.

### Santé
Cabinet Médical du Trapel	Docteurs LOUBES Gérard, DONA Yvan.

### Culture
Chorale, AREP (Amicale Rurale d'Éducation Populaire : cette association propose plusieurs sorties, activités sportives et culturelles),

### Sports

#### Rugby à XIII
Le rugby à XIII est représenté par le « VARL XIII » né de la fusion du club de Villegailhenc et de celui d'Aragon. En 2018, Villegailhenc est sacré en championnat de France de rugby à XIII de 2e division après sa victoire contre Lescure. Le score a été de 23 à 16 en faveur des jeunes audois

#### Autres sports
Le club de football, porte le nom de « Trapel FC ». , de pétanque et de jeu provençal. La chasse et la randonnée pédestre sont également pratiquées.
La 14e étape et la 15e étape du Tour de France 2007 et 2022 ont traversées la commune.

### Écologie et recyclage

#### Inondations
Dans la nuit du 14 au 15 octobre 2018, des inondations ont causé de nombreux dégâts matériels et quatre morts dans le village. L'eau a emporté le pont principal et plus de 700 maisons ont été détruites. Les villageois sont coupés d'eau et d’électricité pendant plusieurs jours. Un tel dégât naturel ne s’était pas produit depuis 1891 où l'eau avait atteint plus de 7.95 mètres dans l'Aude.
Lors de ces inondations dans l'Aude, un élan de solidarité s'est créé entre individus et différentes régions de France dans les jours qui suivent pour pallier les besoins vitaux des villageois,,.

## Économie

### Revenus
En 2018  (données Insee publiées en septembre 2021), la commune compte 696 ménages fiscaux, regroupant 1 610 personnes. La médiane du revenu disponible par unité de consommation est de 19 600 € (19 240 € dans le département).

### Emploi
| Division       | 2008   | 2013   | 2018   |
| -------------- | ------ | ------ | ------ |
| Commune        | 8,8 %  | 12 %   | 9,5 %  |
| Département    | 10,2 % | 12,8 % | 12,6 % |
| France entière | 8,3 %  | 10 %   | 10 %   |

En 2018, la population âgée de 15 à 64 ans s'élève à 999 personnes, parmi lesquelles on compte 79,6 % d'actifs (70,1 % ayant un emploi et 9,5 % de chômeurs) et 20,4 % d'inactifs,. En  2018, le taux de chômage communal (au sens du recensement) des 15-64 ans est inférieur à celui de la France et du département, alors qu'en 2008 il était supérieur à celui de la France.
La commune fait partie de la couronne de l'aire d'attraction de Carcassonne, du fait qu'au moins 15 % des actifs travaillent dans le pôle,. Elle compte 183 emplois en 2018, contre 201 en 2013 et 231 en 2008. Le nombre d'actifs ayant un emploi résidant dans la commune est de 706, soit un indicateur de concentration d'emploi de 25,9 % et un taux d'activité parmi les 15 ans ou plus de 57,7 %.
Sur ces 706 actifs de 15 ans ou plus ayant un emploi, 79 travaillent dans la commune, soit 11 % des habitants. Pour se rendre au travail, 92,4 % des habitants utilisent un véhicule personnel ou de fonction à quatre roues, 1,5 % les transports en commun, 4,2 % s'y rendent en deux-roues, à vélo ou à pied et 1,9 % n'ont pas besoin de transport (travail au domicile).

### Activités hors agriculture

#### Secteurs d'activités
92 établissements sont implantés  à Villegailhenc au 31 décembre 2019. Le tableau ci-dessous en détaille le nombre par secteur d'activité et compare les ratios avec ceux du département,.
| Secteur d'activité                                                                                        | Commune | Commune | Département |
| Secteur d'activité                                                                                        | Nombre  | %       | %           |
| --- | ------- | ------- | ----------- |
| Ensemble                                                                                                  | 92      | 100 %   | (100 %)     |
| Industrie manufacturière, industries extractives et autres                                                | 7       | 7,6 %   | (8,8 %)     |
| Construction                                                                                              | 22      | 23,9 %  | (14 %)      |
| Commerce de gros et de détail, transports, hébergement et restauration                                    | 18      | 19,6 %  | (32,3 %)    |
| Information et communication                                                                              | 2       | 2,2 %   | (1,6 %)     |
| Activités financières et d'assurance                                                                      | 1       | 1,1 %   | (2,7 %)     |
| Activités immobilières                                                                                    | 2       | 2,2 %   | (5,2 %)     |
| Activités spécialisées, scientifiques et techniques et activités de services administratifs et de soutien | 11      | 12 %    | (13,3 %)    |
| Administration publique, enseignement, santé humaine et action sociale                                    | 15      | 16,3 %  | (13,2 %)    |
| Autres activités de services                                                                              | 14      | 15,2 %  | (8,8 %)     |

Le secteur de la construction est prépondérant sur la commune puisqu'il représente 23,9 % du nombre total d'établissements de la commune (22 sur les 92 entreprises implantées  à Villegailhenc), contre 14 % au niveau départemental.

#### Entreprises
L' entreprise ayant son siège social sur le territoire communal qui génère le plus de chiffre d'affaires en 2020 est : 
- SARL Meheust, travaux d'installation d'équipements thermiques et de climatisation (170 k€)

### Agriculture
|               | 1988 | 2000 | 2010 | 2020 |
| ------------- | ---- | ---- | ---- | ---- |
| Exploitations | 34   | 15   | 11   | 9    |
| SAU (ha)      | 371  | 235  | 114  | 147  |

La commune est dans la « Région viticole » de l'Aude, une petite région agricole occupant une grande partie centrale du département, également dénommée localement « Corbeilles Minervois et Carcasses-Limouxin ». En 2020, l'orientation technico-économique de l'agriculture  sur la commune est la viticulture. Neuf exploitations agricoles ayant leur siège dans la commune sont dénombrées lors du recensement agricole de 2020 (34 en 1988). La superficie agricole utilisée est de 147 ha,,.

#### Viticulture
- AOC Cabardès.
- Cave coopérative des Côtes du Trapel qui est maintenant fusionnée avec d'autres coopératives pour former le Triangle d'Or[47].

## Culture locale et patrimoine

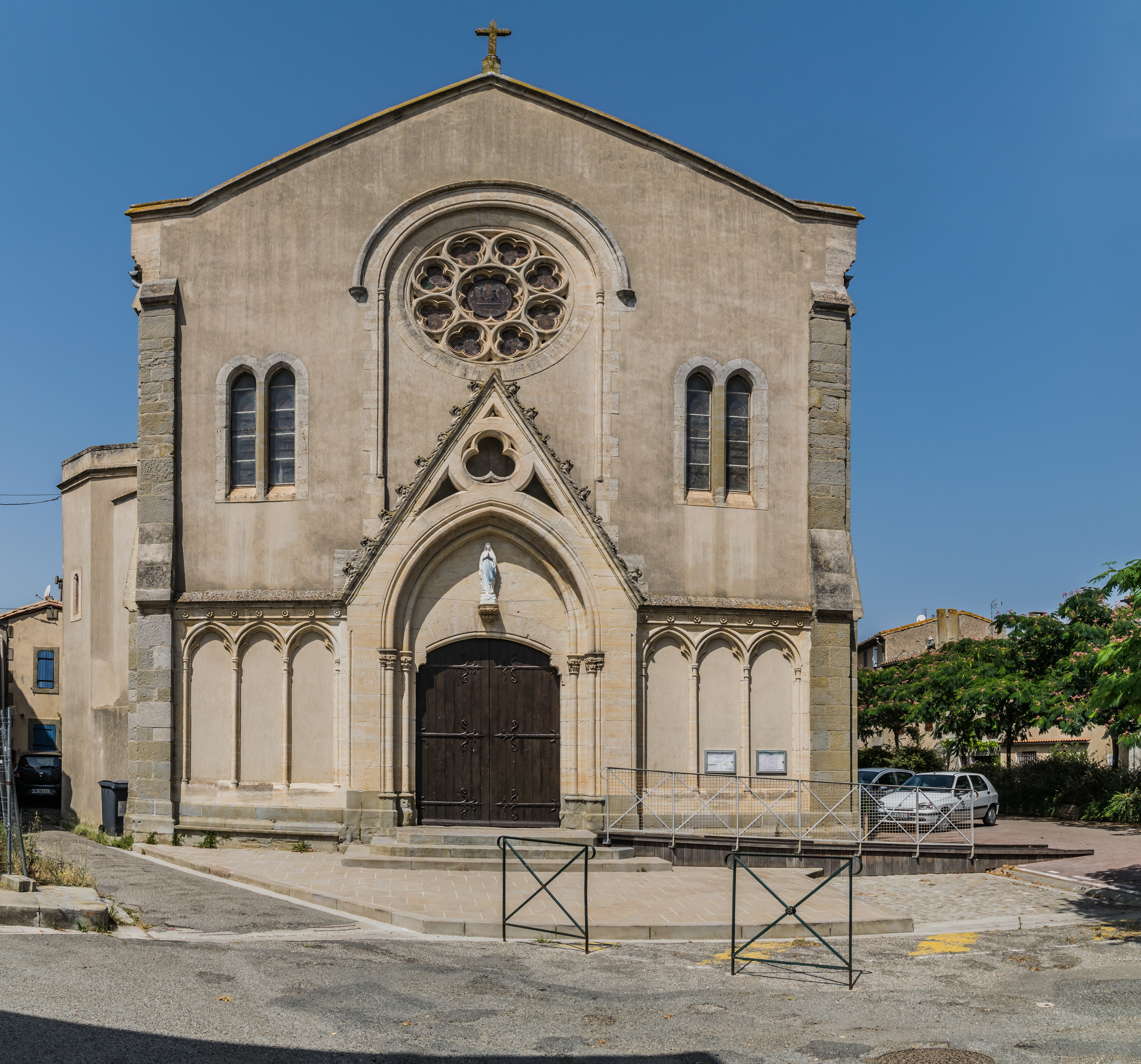
Église Notre-Dame-de-l'Assomption de Villegailhenc.

### Lieux et monuments
- Moulin.
- L'ancienne Église Notre-Dame, datant du XIIe ou XIIIe siècle. L'édifice a été inscrit au titre des monuments historiques en 1951[48].
- Église Notre-Dame-de-l'Assomption de Villegailhenc.

### Personnalités liées à la commune
- Denys Amiel  (1884 - 1977), dramaturge et critique dramatique.

### Héraldique
| Blason de Villegailhenc | Blason  | D'azur à la rose d'argent, au bâton de gueules brochant sur le tout, au chef bandé d'azur et d'argent. |
| Blason de Villegailhenc | Détails | Attribué d'office par Louis XIV en 1696. Le statut officiel du blason reste à déterminer.              |

## Pour approfondir